# Dalsbergen
Dalsbergen är kullar i Finland. De ligger i Pargas i landskapet Egentliga Finland, i den sydvästra delen av landet, 200 km väster om huvudstaden Helsingfors.